# Iron megye (Wisconsin)
Iron megye az Amerikai Egyesült Államokban, azon belül Wisconsin államban található. Megyeszékhelye és legnagyobb városa Hurley. Lakosainak száma 6137 fő (2020. április 1.). Iron megye Gogebic, Ashland, Vilas és Price megyékkel határos.

## Népesség
A megye népességének változása:
| Lakosok száma | 5893 | 5996 | 5946 | 5886 | 5794 | 6137 |
|               | 2010 | 2011 | 2012 | 2013 | 2015 | 2020 |